# Ense petit placidam sub libertate quietem

印有此句格言的马萨诸塞州州徽

Ense petit placidam sub libertate quietem是一句拉丁文格言，出现于马萨诸塞州州徽和马萨诸塞大学阿默斯特分校校徽上。这句话在翻译为英文时通常被翻译为：“用利剑寻求和平，但真正的和平则来自自由。”（英語：By the sword we seek peace, but peace only under liberty.）这句话中“她”这个字的原本意思为“手”（拉丁語：manus），来自于格言：“我这只手，它敌视暴君，仗剑寻找长眠于自由之下的平静。”（拉丁語：manus haec inimica tyrannis ense petit placidam sub libertate quietem）

## 争议
由于涉及到关于美洲原住民的问题，这句印在州徽上的格言存在着一定的争议。有人认为，馬薩諸塞灣殖民地的建立离不开原住民的付出，但是考虑到欧洲殖民者与美洲原住民之间的冲突，这句格言无疑会激怒这些原住民，因此有人提议更改格言。